# Miguel Chikaoka
Miguel Chikaoka (Registro, 3 de outubro de 1950) é um fotógrafo e educador brasileiro que vive em Belém.

## Biografia
Nascido no seio de uma família de imigrantes japoneses em Registro, cidade de notável presença nipônica, graduou-se em engenharia pela Universidade de Campinas em 1976. Depois de três anos estudando na École Supérieure de Mécanique et Électricité, em Nancy, voltou para o Brasil em 1980 e abandonou a carreira de engenheiro para trabalhar como repórter fotográfico em Belém. Foi colaborador das agências F4 e N Imagens, antes de entrar para a cooperativa Kamara Kó ("os amigos", em língua tupi). Passou então a se dedicar especialmente aos problemas ambientais da Amazônia. Promoveu iniciativas como o Foto-Varal (exposições em locais públicos da capital paraense), além de oficinas e palestras. Fundou em 1983 o grupo Fotoativa, mais tarde transformado em associação. Atualmente atua como educador e circula pelo Brasil com oficinas voltadas para o desenvolvimento do olhar.
Recebeu em 2012 a Ordem do Mérito Cultural do Ministério da Cultura.

## Principais exposições

### Individuais
- Temoignages en vrac, Nancy, França, 1979;
- Sumano Brasil, São Paulo, 1983;
- Cultura Kayapó - Alternativas de Educação, Pará, 1989.

### Coletivas
- Fotojornalismo dos anos 80, São Paulo, 1986;
- I Fotonorte/ Funarte, Belém(PA) e Rio de Janeiro, 1985;
- Images of Silence, Washington, EUA, 1989;
- L'Amerique dans tous ses États, Paris, França, 1992;
- Coleção Pirelli MASP, São Paulo, 1995;
- FotoAtiva: Dez Anos /Funarte, Belém (PA) e Rio de Janeiro, 1995;
- Fotos Brésil, Paris, França, 1996;
- Brasil, Mostra Sua Cara, Curitiba (PR), 1996[6]